# NGC 5189
NGC 5189, znana tudi kot spiralna planetarna meglica, je planetarna meglica v ozvezdju Muhe. Odkril jo je James Dunlop 1. julija 1826, ki jo je označil kot Δ252, kot planetarno meglico pa jo je označil Karl G. Henize leta 1967.
Ima obliko črke S in spominja na spiralno galaksijo s prečko. Spiralna oblika je dokaj redka, saj ima večina planetarnih meglic obliko dvojnega zvona, obroča ali prečno prerezane spirale. Po eni teoriji naj bi bila taka oblika posledica dvojne zvezde oz. dvozvezdja, pri čemer druga zvezda kroži okrog osrednje zvezde. Po drugi teoriji bi lahko bila posledica izjemno vroče Wolf-Rayetove zvezde.
Velikost meglice je ocenjena na tri svetlobna leta, oddaljena pa naj bi bila približno 550 parsekov oz. 1.800 svetlobnih let od Zemlje, po novejših podatkih pa do 900 parsekov oz. 3.000 svetlobnih let.